# Calocybe alpestris
Calocybe alpestris är en svampart som först beskrevs av Max Britzelmayer, och fick sitt nu gällande namn av Rolf Singer 1962. Calocybe alpestris ingår i släktet Calocybe och familjen Lyophyllaceae.   Inga underarter finns listade i Catalogue of Life.